# Rod Stewart
Roderick David Stewart (Londres, 10 de enero de 1945), conocido como Rod Stewart, es un músico, compositor y productor británico de rock, conocido mundialmente por haber sido vocalista en las bandas The Jeff Beck Group y Faces, como también por su exitosa y extensa carrera como solista. Con su distinguida voz rasposa inició su carrera como músico callejero para luego participar en The Dimensions y en el supergrupo The Steampacket durante los primeros años de la década de los sesenta. Sin embargo alcanzó el éxito después de ingresar a The Jeff Beck Group, donde solo participó en sus dos primeros álbumes, y luego en Faces hasta 1975 cuando la agrupación inglesa se separó.
Paralelo a su trabajo en Faces inició su carrera en solitario con el disco An Old Raincoat Won't Ever Let You Down, que logró más atención en las listas musicales que los mismos álbumes del grupo británico. Tras la separación de Faces se centró en su carrera a tiempo completo, que continuó logrando éxito y ventas millonarias durante los años posteriores e incluso hasta el día de hoy. A lo largo de sus más de cuarenta años de trayectoria como solista, ha incursionado en diversos géneros musicales como el soft rock, new wave, soul, blues rock, folk, rhythm and blues, white soul, pop rock y la música disco, entre otros.
Con el pasar de los años ha sido considerado como uno de los grandes cantantes de la historia del rock. También ha ganado decenas de premios y condecoraciones por su contribución a la música, entre ellos un Premio Brit, un Premio Grammy y un reconocimiento como fundador de la ASCAP. Por otra parte, ha sido incluido dos veces en el Salón de la Fama del Rock; la primera en 1994 como solista y la otra en 2012 como miembro de Faces, y a su vez ingresó en el Salón de la Fama del Reino Unido en 2006.
En el ámbito personal se ha casado en tres ocasiones y es padre de ocho hijos. También en 2000 se le diagnosticó cáncer de tiroides, que lo obligó a operarse de la garganta con éxito y sin perjudicar su voz. Desde ese entonces colabora en la fundación The City of Hope la cual trata de encontrar la cura a cualquier tipo de cáncer pero principalmente a los que afectan a los niños.
Por otro lado, sus ventas oscilan entre los 250 millones de copias en todo el mundo, lo que lo convierte en uno de los intérpretes solistas más exitosos del mundo. Poco antes de fallecer, el vocalista James Brown dijo de Stewart que es el mejor cantante de white soul de cuantos han existido.

## Biografía

### Niñez y pubertad
Nació el 10 de enero de 1945 en Highgate al norte de Londres y es el quinto hijo del matrimonio integrado por Robert Stewart y Elsie Gilbart. Su padre era escocés que ejercía como maestro de obras en Edimburgo, mientras que su madre era inglesa. Sus cuatro hermanos nacieron en Escocia y él fue el único que nació en Inglaterra en plena Segunda Guerra Mundial. Estudió en la primaria de Highgate y luego en la secundaria Escuela Moderna de William Grimshaw, con un relativo rendimiento escolar. Durante su adolescencia, su padre a los 65 años se retiró de la construcción y se estableció con una pequeña tienda de periódicos en la ruta Archway, donde Rod conoció su principal pasatiempo; el modelismo ferroviario.
Gracias a su familia se relacionó con sus dos principales pasiones; el fútbol y la música. Según él sus futbolistas favoritos eran los escoceses Gordon Smith y George Young, a quienes conoció a través de sus hermanos mayores. Admirador del Celtic Football Club, se inició como defensa del equipo local los colegiales de Middlesex, del cual meses después llegó a ser el capitán y una de sus principales figuras.
En cuanto a la música, era admirador del cantante estadounidense Al Jolson, de quien adoptó su estilo interpretativo y su actitud para con su audiencia. Sin embargo su introducción al rock fue gracias al tema «The Girl Can't Help It» de Little Richard y a un concierto televisado de Bill Haley & His Comets. En 1959 su padre le compró su primera guitarra y el primer tema que aprendió fue la canción folk «It Takes a Worried Man to Sing a Worried Song», mientras que el primer disco que adquirió fue el sencillo «C'mon Everybody» de Eddie Cochran.
A los 15 años de edad se retiró de la escuela y durante un tiempo trabajó en una empresa de serigrafía. Sin embargo su padre quería que se convirtiera en un futbolista profesional, por ello en el verano de 1960 hizo una prueba para el Brentford F.C., un equipo británico que estaba en la tercera división por aquel entonces. Contrariamente a la creencia popular de varios años, Stewart en su autobiografía de 2012 confirmó que nunca lo contrataron y que nunca lo llamaron después de su prueba. Finalmente él mismo mencionó: «...la vida de músico es mucho más fácil porque te puedes emborrachar y hacer música, y yo no puedo hacer eso jugando fútbol. Por eso elegí ser músico».

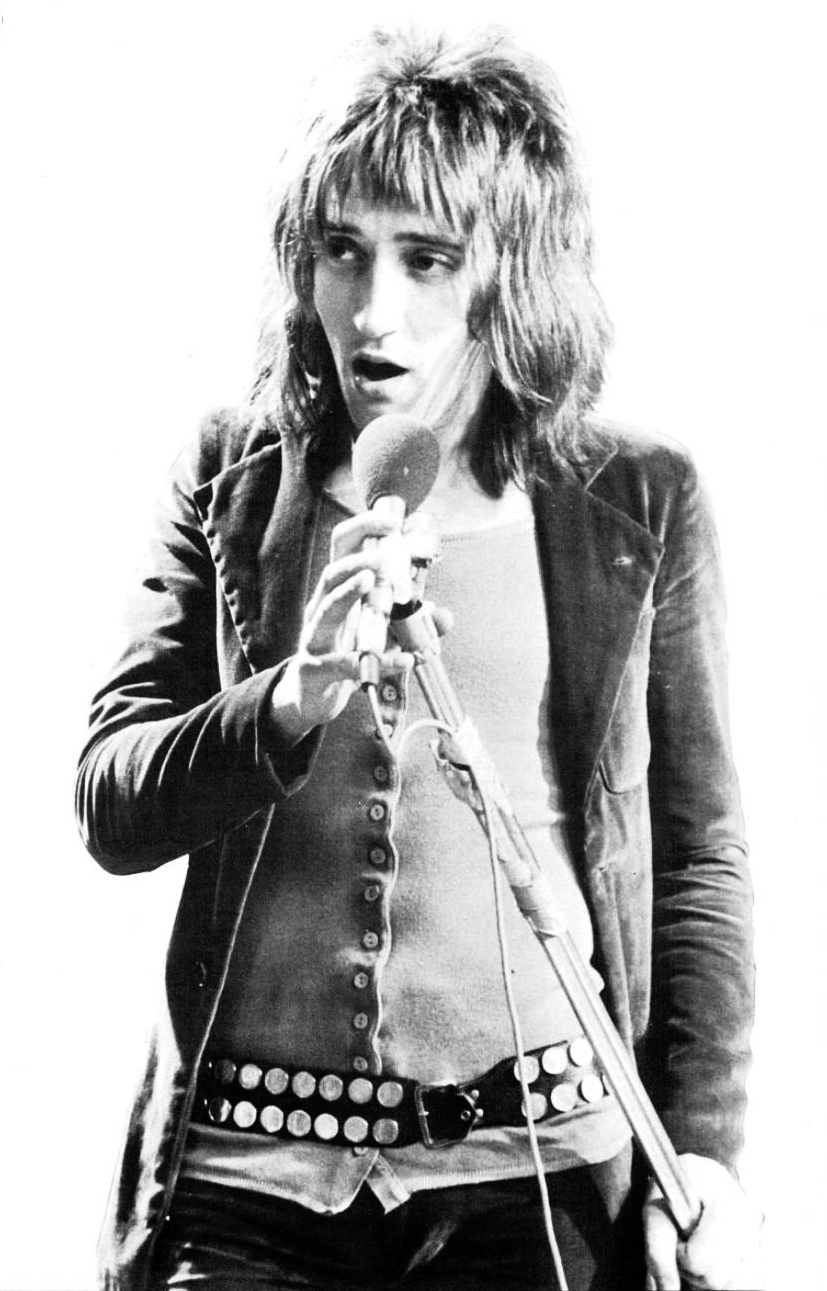
Rod Stewart en 1971

### Adolescencia y su inicio en la música
Después de descartar una eventual carrera como futbolista, trabajó en el negocio familiar como repartidor de periódicos.
Sin embargo y para independizarse, trabajó como sepulturero en el Cementerio de Highgate para la empresa funeraria de North Finchley y luego laboró como montador de cerca.
En 1961, se trasladó a Denmark Street en el centro de Londres para audicionar para la banda The Raiders con el productor Joe Meek, pero él lo detuvo afirmando que su sonido era desagradable. Por aquel mismo tiempo, empezó a escuchar a varios artistas estadounidenses y británicos como Ewan MacColl, Woody Guthrie, Ramblin' Jack Elliott y en especial a Deroll Adams y Bob Dylan.
En el mismo año se vio atraído por el beatnik y también fue un partidario activo de la Campaña para el Desarme Nuclear, uniéndose en las marchas de Aldermaston entre los años 1961 a 1963, donde fue tres veces arrestado durante las protestas sentadas en el Trafalgar Square y en el Whitehall. En 1962 fue convocado para ser el vocalista de la banda The Ray Davies Quartet, que posteriormente llegaría a ser The Kinks, pero su paso por la banda duró solo un par de meses después de que Ray Davies lo despidiera temiendo que él le quitase su puesto. Posteriormente se reunió con el guitarrista británico de folk Wizz Jones, con quien tocaba en diferentes calles de Londres e incluso en la Plaza Leicester. Después y durante dieciocho meses seguidos, tocaron como artistas callejeros en Brighton y luego en París, donde aprendió a tocar la armónica. Incluso viajaron a Barcelona donde fueron deportados de nuevo a Inglaterra por vagancia en 1963.
Ya de regreso en Inglaterra, asimiló el estilo y el look del movimiento mod que fue la base de su peinado característico de punta y con excesiva laca.
Por otro lado y con el fin de adquirir nuevos conocimientos musicales ajenos al rock, fue a un concierto de Otis Redding y compró algunos discos de Sam Cooke convirtiéndose en un gran fanático del rhythm and blues y de la música soul.
En octubre de 1963 y establecido en Londres formó su primera banda profesional, The Dimensions, donde cumplió el rol de armonicista y vocalista a tiempo parcial.
Semanas posteriores se integró el cantante ya consagrado Jimmy Powell y la banda se retituló como Jimmy Powell & the Five Dimensions, que relegó a Stewart a solo tocar la armónica.
Este motivo causó su salida del grupo en diciembre del mismo año, después de varias discusiones con Powell.

### The Steampacket y la imagen de "Rod the Mod"
Según cuenta la historia, el 5 de enero de 1964 Stewart estaba en la estación de trenes Twickenham interpretando en su armónica el tema clásico del blues «Smokestack Lightning».
Allí fue descubierto por Long John Baldry vocalista de la banda All Stars, que lo invitó a unirse a la agrupación la cual se renombró Hoochie Coochie Men, después de la muerte de su líder Cyril Davies dos días después. Hizo su debut en la banda en marzo del mismo año en el Club Marquee de Londres y gracias a Baldry fue apodado Rod the Mod debido a su atuendo del estilo dandi y del movimiento mod. En junio del mismo año, también hizo su debut discográfico con la cover «Up Above My Head» de Rosetta Tharpe para el sencillo de Baldry & the Hoochie Coochie Men.
Después de haber participado de la gira con la banda hasta los primeros meses de 1965, se retiró de Hoochie Coochie Men por diferencias musicales con Baldry pero mantuvo una muy buena amistad con él que perdura hasta el día de hoy. A mediados del mismo año, el empresario y destacado productor musical Giorgio Gomelsky los reunió a ambos para formar el supergrupo The Steampacket junto a Brian Auger, Julie Driscoll, Mike Waller, Vic Briggs y Ricky Fenson con la idea de emular el estilo de Ike & Tina Turner; interpretando rhythm and blues, jazz y white soul.
Durante el verano de 1965 estuvieron de gira en apoyo a The Rolling Stones y luego con The Walker Brothers por varias ciudades británicas, que le permitió establecer relaciones de amistad con algunos miembros de dichas bandas y a su vez la oportunidad de tocar en grandes teatros.

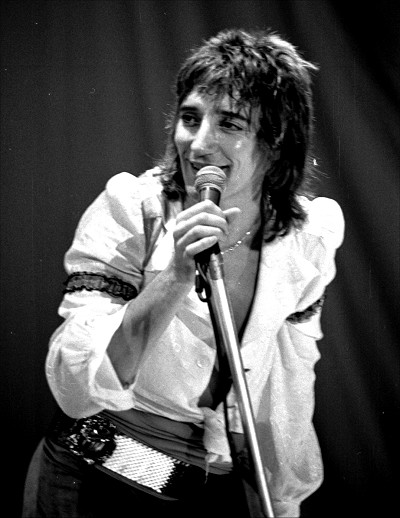
Rod Stewart en vivo en Noruega, en septiembre de 1976

En noviembre de 1965 la imagen de Stewart Rod the Mod ganó varios adeptos gracias al documental A Easter with Rod, que difundió por la televisión la cadena Rediffusion y que relataba el movimiento mod en Londres.
Por aquellas semanas también grabó el sencillo «The Day Will Come», un intento por lanzar su carrera en solitario pero que fue un verdadero fracaso en las listas y que recibió malas reseñas de los críticos de la época. Al año siguiente y junto a Brian Auger publicaron el sencillo «Shake» ―un cover de Sam Cooke― que no recibió mayor difusión en el mercado británico. Sin embargo y gracias a esa versión, reconoció que comenzó a admirar el trabajo de Cooke y en posteriores entrevistas lo ha situado como uno de sus referentes directos.
En marzo de 1966 Stewart dejó The Steampacket aludiendo que había sido despedido, pero dicho hecho ha sido desmentido por Auger diciendo que él se retiró por falta de interés en la agrupación.
Dos meses después se unió a Shotgun Express como covocalista junto a Beryl Marsden, donde además estaban los músicos Peter Bardens (posteriormente fundador de Camel) y Mick Fleetwood y Peter Green fundadores de Fleetwood Mac años posteriores.
La banda tuvo solo un éxito; «I Could Feel The Whole World Turn Round» antes de su disolución, después de que Peter Bardens se uniera a los Them de Van Morrison y Fleetwood y Green se unieran al grupo de John Mayall.

### Período con Jeff Beck Group
A principios de 1967 fue contratado por el exguitarrista de The Yardbirds, Jeff Beck, para su nuevo proyecto musical The Jeff Beck Group donde tuvo la labor de vocalista y en ocasiones como compositor.
Allí tocó por primera vez con el guitarrista Ronnie Wood, quien llegó a ser uno de sus mejores amigos.
Por aquel mismo tiempo también publicó un nuevo sencillo en solitario; «Little Miss Understood» a través de Immediate Records.
La banda tocó en varias ciudades del oeste de Europa durante la primavera de 1968, hasta que el mánager Peter Grant les consiguió una mini gira de seis semanas en el Filmore East de Nueva York. La primera vez que tocaron, Stewart sufrió una leve crisis de pánico donde se escondió detrás de los amplificadores mientras cantaba, hasta que tomó un corto de brandy que le quitó dicho miedo y pudo terminar el concierto sin problemas. Medios como el The New York Times alabaron la «interacción salvaje y visionaria de Beck junto a los gritos roncos e insistentes de Stewart» y el NME informaba que la banda era ovacionada de pie y que el recibimiento del público era similar a las recibidas por Jimi Hendrix o The Doors.
En agosto de 1968 debutaron con el disco Truth que les generó una notoria popularidad en los Estados Unidos, pero no así en el Reino Unido. La prensa alabó la dramatización vocal de Stewart, que no tenía ningún problema en cantar blues, folk y el proto-heavy metal. Regresaron a Estados Unidos para promocionar el disco con muy buena recepción de la crítica, pero las relaciones entre sus integrantes pasaba por un duro momento que significó la salida de Wood y con ello la posterior salida de Stewart en julio de 1969. Un mes antes se había lanzado el segundo disco de estudio Beck-Ola, que logró muy buenos puestos en las listas pero que no fue promocionado.

### Éxito con Faces y el inicio de su carrera como solista
En octubre de 1968 mientras aun era parte de Jeff Beck Group, Lou Reizner gerente artists and repertoire de Mercury Records le ofreció un contrato musical como solista, pero por problemas en ciertos artículos no pudo grabar hasta mediados de 1969. Por otro lado en mayo de 1969 el guitarrista fundador de The Small Faces, Steve Marriott, anunció su salida de la agrupación inglesa. Por ello Ronnie Wood fue contratado para reemplazarlo y gracias a él Rod entró en julio del mismo año como nuevo cantante. Junto a ellos el resto de la banda integrado por Ian McLagan, Ronnie Lane y Kenney Jones decidieron cambiar su nombre y se titularon simplemente como Faces.

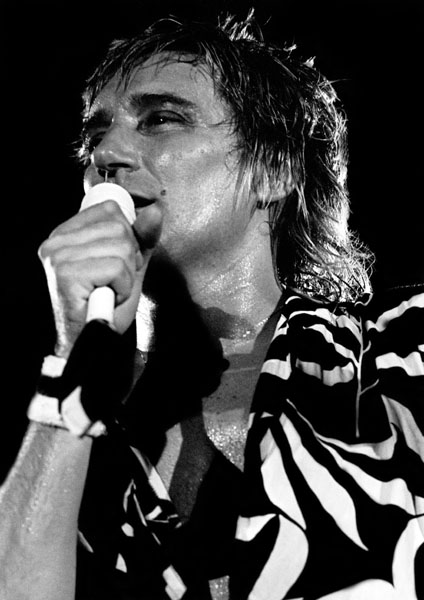
Rod Stewart en vivo en Irlanda en 1981

En noviembre de 1969 inició su carrera en solitario con An Old Raincoat Won't Ever Let You Down ―titulado como The Rod Stewart Album en los Estados Unidos― que poseía una variedad de géneros musicales como el rhythm and blues, el folk rock y el white soul tomados de sus principales influencias. De igual manera en marzo de 1970, Faces debutó con el disco First Step que no llamó demasiado la atención de las listas anglosajonas pero que lograron gran notoriedad en sus presentaciones en vivo.
En junio del mismo año Rod lanzó su segundo trabajo de estudio Gasoline Alley, que incluyó algunas versiones de Eddie Cochran, Bob Dylan, Elton John, The Rolling Stones y de The Small Faces, también el disco comenzó a llamar la atención de las listas musicales ya que alcanzó el puesto 27 en el conteo estadounidense y la posición 62 en el inglés, convirtiéndose en su primer trabajo en solitario en entrar en dichas listas.
Con su tercera producción Every Picture Tells a Story de 1971, incluyó algunos elementos del rock y del blues que le otorgó un estilo diferente y mejorado a su carrera. Dentro del listado de canciones fue incluida la canción «Maggie May», que recibió gran difusión en las radios anglosajonas y que llegó hasta el primer puesto en los Billboard Hot 100 estadounidense y a su vez en su propio país.
Gracias en parte a este sencillo, el disco se posicionó en el primer lugar en los ya nombrados países y ha sido considerado como uno de sus mejores trabajos en solitario.
A su vez en febrero Faces publicó Long Player que logró similares resultados que su primera producción, y en noviembre del mismo año apareció A Nod Is As Good As a Wink... to a Blind Horse que llegó hasta el top 10 en el mercado estadounidense como en el británico y que incluyó el gran éxito radial «Stay With Me».
Durante 1972 Faces giró extensamente por varias ciudades norteamericanas y europeas, que generó algunos conflictos entre Rod y el resto del grupo debido a que esta generaba el estancamiento de su carrera en solitario. Por aquel mismo tiempo apareció su cuarta producción Never a Dull Moment, que recibió muy buenas críticas de la prensa especializada como también un excelente recibimiento comercial similar a Every Picture Tells a Story. En 1973 se lanzó Oh La La, el último disco de estudio de Faces, que logró el puesto 21 en los Estados Unidos y llegó hasta el primer lugar en la lista británica.
Durante su grabación y según Ian McLagan, las discusiones entre Rod y el resto de la banda volvieron a aparecer debido a que «...no participó en las sesiones sino hasta dos semanas después y luego alegó que las canciones no estaban en su tono». Aun así el trabajo logró muy buenas calificaciones y tuvieron la posibilidad de girar por Japón, Australasia y Europa.
Ya en octubre de 1974 apareció en el mercado Smiler, su quinta producción como solista y que se convirtió en su cuarto número uno consecutivo en su propio país, si sumamos el recopilatorio Sing It Again Rod de 1973.
Este disco a su vez fue el último con el sello Mercury Records, ya que en 1975 la discográfica Warner Bros. le ofreció un nuevo contrato tanto a él como a Faces. Sin embargo, la banda no pudo grabar con su nueva compañía ya que en 1975 Ronnie Wood se unió a The Rolling Stones, lo que significó la separación del grupo, hecho que fue confirmado por Rod a finales del mismo año.

### Segunda mitad de la década de los setenta
En 1975 y como nuevo artista de Warner Bros. se trasladó a Los Ángeles para iniciar una nueva etapa en su carrera, sin embargo algunos periodistas mencionaron que arrancó del Reino Unido para no pagar los altos impuestos a la renta.
Instalado en la ciudad californiana lanzó Atlantic Crossing que contó como productor al estadounidense Tom Dowd. El disco marcó un antes y un después, ya que se alejó de las influencias del folk rock y del white soul para acercarse al pop rock y al soft rock.
Del disco destacó el sencillo «Sailing» que llegó hasta el primer lugar en cinco países europeos, su segundo gran éxito musical después de «Maggie May» de principios de la década.

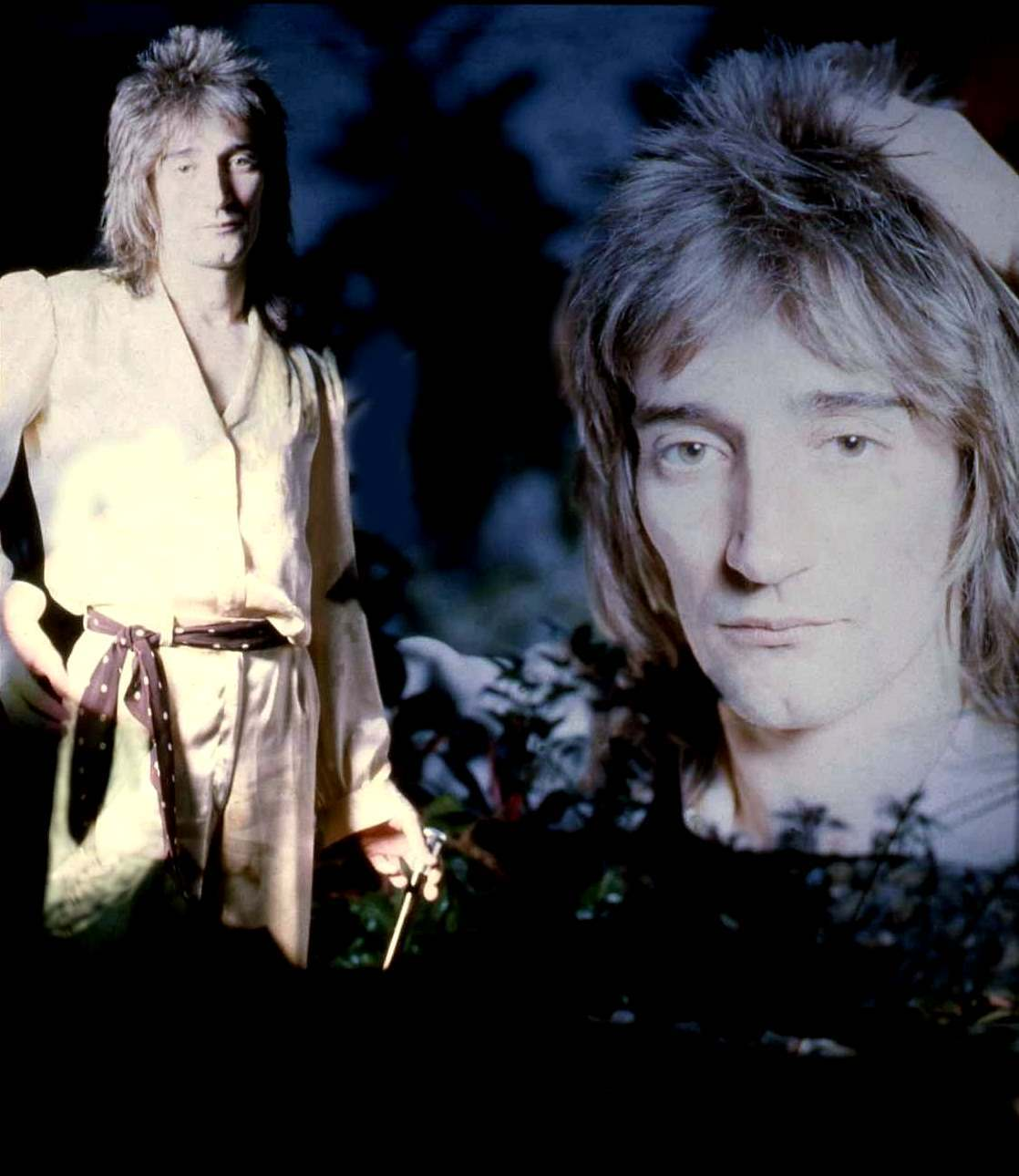
Retrato de Rod Stewart realizado en 1972.

Al año siguiente publicó A Night on the Town, que logró ubicarse en los primeros lugares de los países anglosajones y que hasta 1984 vendió más de 2 millones de copias en los Estados Unidos.
Tres sencillos fueron lanzados para promocionarlo, siendo la balada «Tonight's the Night (Gonna Be Alright)» el más exitoso ya que se situó en el primer puesto en los Billboard Hot 100 y en la quinta posición en el Reino Unido.
Para el año 1977 apareció en el mercado su siguiente disco Foot Loose & Fancy Free, que logró un éxito similar al anterior tanto en las listas musicales como en ventas. Además y con esta nueva producción apareció por primera vez, The Rod Stewart Group, que fue denominado por la prensa de aquel tiempo y que hacía alusión al equipo de artistas que lo acompañaban entre ellos el baterista Carmine Appice y el guitarrista Gary Grainger, que además se convirtió en el cocompositor de algunos de sus éxitos. Durante su gira promocional que contó con varios conciertos en los principales países anglosajones, asimiló algunos elementos del glam rock como el maquillaje y la ropa colorida que llamó la atención de la prensa pero no así de sus fanáticos.
Tras culminar la gira promocional de Foot Loose & Fancy Free, su equipo regresó a los estudios para grabar un nuevo sencillo llamado «Da Ya Think I'm Sexy?», que fue publicado en noviembre de 1978 y que se convirtió en un gran éxito radial y comercial ya que se ubicó en los primeros puestos en varios países como en los Estados Unidos, Reino Unido, Francia y Canadá, entre otros.
Además dicho sencillo sirvió como preludio al disco Blondes Have More Fun publicado solo días después y que como se esperaba también llegó a ser número uno en varias listas mundiales. Tanto el álbum como su principal sencillo incluyeron elementos de la música disco, que le significó una gran radiodifusión a nivel mundial.
Por su parte su correspondiente gira solo se llevó a cabo en Europa, donde más de quince fechas se realizaron en el Reino Unido.

### Los ochenta
En noviembre de 1980 apareció en el mercado Foolish Behaviour, que significó una caída en las listas de popularidad en Norteamérica a diferencia de lo que consiguió con Blondes Have More Fun. Además recibió una gran variedad de críticas por parte de la prensa musical por su cambio de sonido, ya que incluyó algunos elementos del new wave y del synth pop que se vio posteriormente y con mayor relevancia en Tonight I'm Yours de 1981.
De este último disco destacó el sencillo «Young Turks» que llegó hasta el puesto 5 en los Billboard Hot 100 y que llegó a ser uno de sus grandes temas en las radios de varios países.
Durante sus respectivas giras de 1980 y 1981, se grabó en algunas ciudades de los Estados Unidos y del Reino Unido material para el primer álbum en vivo Absolutely Live publicado en 1982, que contó con la participación especial de Kim Carnes y Tina Turner en la versión de Faces; «Stay With Me».
En 1983 lanzó Body Wishes que recibió pésimas críticas por los medios especializados, que incluso algunos sitios como Allmusic lo consideraron como «una de sus peores obras».
Aun así el disco logró gran éxito comercial en varios mercados europeos, generado principalmente por el sencillo «Baby Jane» que llegó hasta el primer lugar en países como Irlanda, Alemania y Bélgica entre otros.
Con una crítica similar apareció al año siguiente Camouflage, que hasta el día de hoy es uno de sus discos menos vendidos. De este, su decimotercer álbum de estudio, destacaron los sencillos «Infatuation» y «Some Guys Have All the Luck» que lograron entrar en los top 10 de la lista Billboard Hot 100 y que además sus vídeos musicales respectivos recibieron constante rotación en la cadena de televisión MTV.
En enero de 1985 y dentro de la gira promocional, tocó en el primer festival Rock in Rio ante una más de 100 000 personas estimadas y después de una gran lluvia.
En ese mismo año también se reunió con Jeff Beck para la grabación del sencillo «People Get Ready» ―original de The Impressions― que logró buenos puestos en las listas y que además fue tocada en vivo en algunas presentaciones del guitarrista británico con la compañía de Stewart.

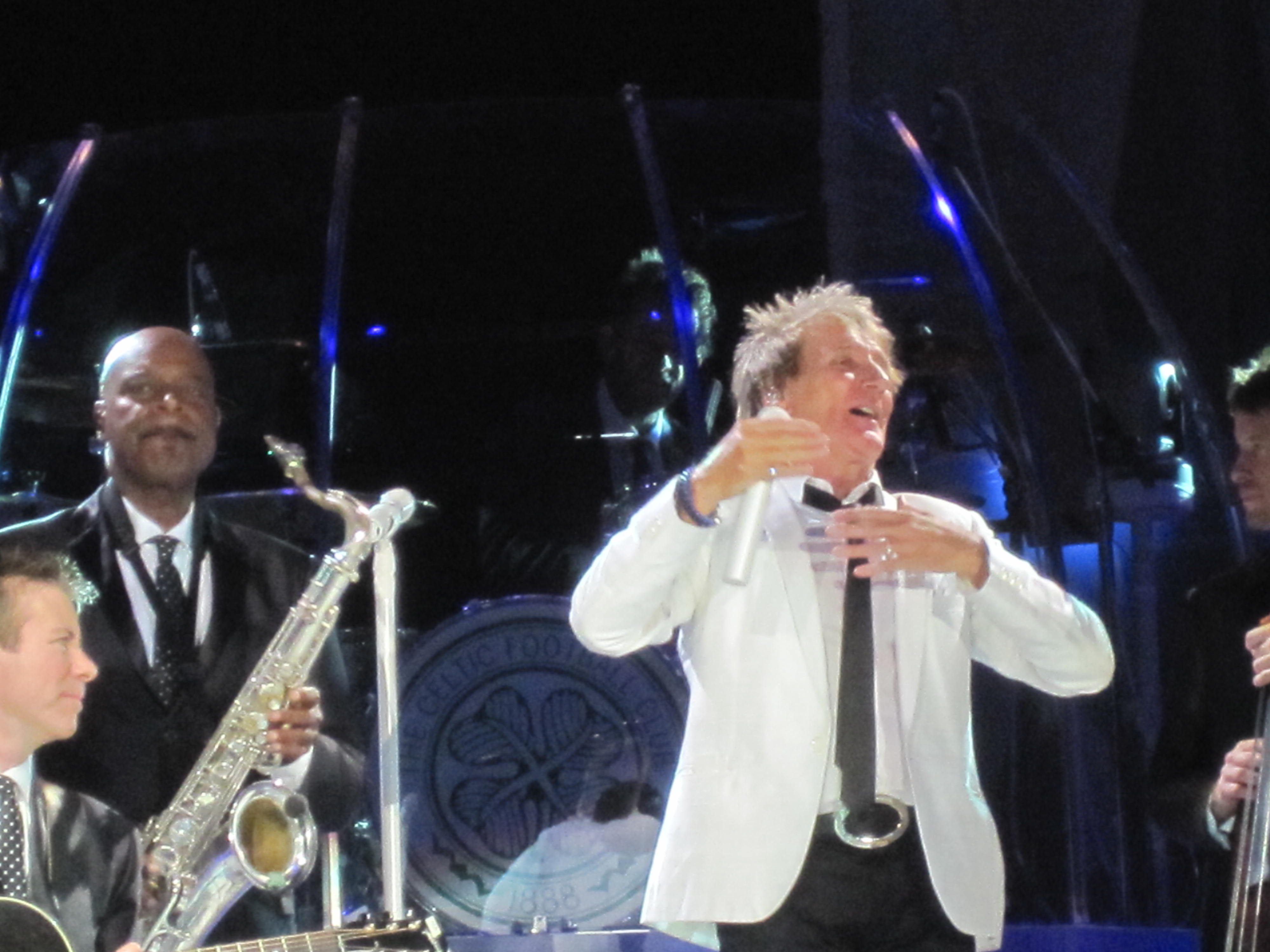
Rod Stewart en el año 2013 en Hamburgo.

A fines de 1985 entró nuevamente a los estudios para grabar el álbum Every Beat of My Heart que se puso a la venta oficialmente en junio de 1986. Al igual que su predecesor recibió pésimas reseñas por parte de la crítica especializada, a pesar de ser más exitoso en las listas que Camouflage. Para promocionarlo fueron lanzados algunos sencillos como «Love Touch» y «Every Beat of My Heart» que se convirtieron en verdaderos éxitos en el mercado europeo, pero no así en el estadounidense.
De igual manera llevó a cabo una corta gira, que lo llevó solamente a algunos países de Europa como Alemania y Reino Unido, entre otros.
Después de terminar la gira, creó una alianza con Andy Taylor exguitarrista de Duran Duran y con Bernard Edwards bajista de Chic para producir su décimo quinto álbum, Out of Order publicado en mayo de 1988.
A las pocas semanas de su lanzamiento se convirtió en su disco más exitoso de la década, y que incluso hasta el día de hoy ha vendido más de 2 millones de copias solo en los Estados Unidos, equivalente a doble disco de platino, por ello, y para promocionarlo, dio una decena de conciertos en dicho país así como en Canadá y Puerto Rico. A principios de 1989 fue de gira por primera vez a Latinoamérica con presentaciones en Argentina, Brasil, Uruguay, México y Chile, que se convirtió a su vez en el primer gran concierto de este último país que aún vivía bajo el régimen militar de Augusto Pinochet.
En 1989 el sello Warner Bros. publicó los álbumes recopilatorios The Best of Rod Stewart y Storyteller - The Complete Anthology: 1964-1990 que han sido certificados con decenas de discos de oro y de platino. De este último disco se extrajeron los sencillos «Downtown Train» y «This Old Heart of Mine» que llegaron hasta el primer lugar en la lista estadounidense Hot Adult Contemporary Tracks.

### Vagabond Hearty su inducción al Salón de la Fama del Rock
En 1990 y junto a la cantante Tina Turner grabó una versión de «It Takes Two» ―tema original de Marvin Gaye y Kim Weston― que se lanzó como sencillo y que llamó la atención de varios mercados europeos principalmente. Este tema sirvió de promoción para su nuevo disco Vagabond Heart lanzado en 1991, que logró mejores ventas y a su vez mejores críticas que sus antecesores.
De él se extrajo la canción «Rhythm of My Heart» que alcanzó el primer lugar en Canadá e Irlanda y que fue certificado con disco de plata en el Reino Unido, tras vender más de 200 000 copias.
En ese mismo año contribuyó como covocalista en el tema «My Town» de la banda Glass Tiger, que se incluyó en el disco Simple Mission de los canadienses.
En 1993 la institución discográfica British Phonographic Industry le otorgó el premio Brit Awards, por su destacada contribución a la música. Para celebrarlo Stewart se reunió con Faces el día de ceremonia de entregas, donde interpretaron algunos temas en vivo.
En ese mismo año colaboró con Sting y Bryan Adams en la canción «All for Love», que fue el tema principal de la película Los tres mosqueteros y que se convirtió en un verdadero éxito mundial, ya que se situó en el primer lugar en más de diez países.
A su vez en ese mismo año, se juntó con Ronnie Wood para la grabación de un álbum acústico bajo el auspicio de MTV Unplugged, que dio como resultado el álbum en vivo Unplugged...and Seated que llegó a ser su disco en directo más vendido hasta hoy en día. Para promocionarlo se publicaron cinco canciones como sencillos, de los cuales «Have I Told You Lately» ―original de Van Morrison― llegó hasta el puesto 1 en la lista estadounidense Hot Adult Contemporary Tracks y en el mismo año se certificó con disco de oro, después de superar las 500 000 copias vendidas en ese país.
Ya en 1994 fue inducido al Salón de la Fama del Rock, cuya ceremonia fue presentada por su amigo Jeff Beck. Sin embargo no pudo llegar a la dicho evento, debido a un terremoto que afectó a la ciudad de Los Ángeles (California) dos días antes.
El 31 de diciembre del mismo año tocó en la playa de Copacabana ante más de 3,5 millones de personas, que ingresó al Libro Guinness de los récords por ser el concierto gratuito con mayor asistencia en la historia del rock.

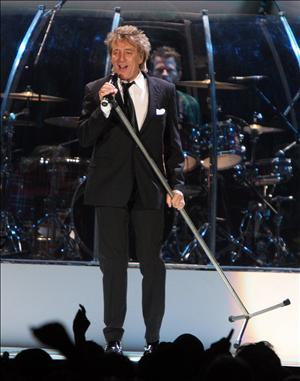
Rod Stewart en concierto en Zaragoza (España) en 2007.

### Período de poca creatividad y fin al contrato con Warner Bros.
A mediados de la década de los noventa Rod reconoció que había perdido el interés en componer nuevas canciones, afirmando más tarde que él no era un «compositor natural».
Debido a ello en A Spanner in the Works de 1995 participó solo en la composición de tres temas, siendo el listado de canciones en su gran mayoría covers de artistas como Bob Dylan, Tom Petty y Tom Waits, entre otros. El disco obtuvo un leve éxito comercial tanto en las listas como en ventas, a diferencia de lo que fue el recopilatorio If We Fall in Love Tonight de 1996, que logró disco de platino en su propio país.
En 1998 su siguiente producción When We Were the New Boys, llamó muy poco la atención de los mercados internacionales, ya que solo ingresó en el puesto 44 en los Billboard 200.
Aun así fue un gran éxito en el Reino Unido, donde alcanzó el segundo lugar en las listas de popularidad y un disco de oro.
Dos años después en el 2000 decidió abandonar el sello Warner Bros. para unirse a Atlantic Records, una división también de Warner Music Group. Con esta nueva casa discográfica lanzó el disco Human, que continuó con las malas posiciones en varios países. Tras los malos resultados que generó ambos discos renunció a Warner Music para firmar por J Records, un nuevo sello fundado por su amigo Clive Davis en 2002.

### 2002-2010: Los álbumesThe Great American SongbookySoulbook
En 2002 y con su nuevo contrato con J Records, enfocó su carrera en tributar a los artistas de la llamada Great American Songbook. Su primer disco de dicha extensa serie fue publicado en octubre del mismo año, bajo el título de It Had to Be You: The Great American Songbook que recibió pésimas críticas de la prensa, pero que le significó un gran retorno a las listas musicales y en especial a enormes ventas en varios mercados mundiales. Con mejor recepción fue recibido en 2003 As Time Goes By: The Great American Songbook, Volume II, que logró el puesto 2 en los Estados Unidos y posteriormente fue certificado con doble disco de platino en ese país.
De este trabajo destacó el dueto realizado con Cher en la canción «Bewitched, Bothered and Bewildered», que alcanzó el puesto 17 en la lista estadounidense Hot Adult Contemporary Tracks.
Para el 2003 el comediante y director británico Ben Elton creó el musical Tonight's the Night, basada en varias canciones de Stewart y que se estrenó el 7 de noviembre del mismo año en el Victoria Palace Theatre de Londres con gran éxito.
Por su parte en el 2004 Rod publicó su tercera producción de la serie Stardust: The Great American Songbook, Volume III, que llegó al primer lugar en los Estados Unidos gracias a que durante su primera semana vendió más de 200 000 copias en dicho país.
Dentro de sus canciones destacaron los temas «What a Wonderful World», «Blue Moon» y «Baby, It's Cold Outside» con los artistas invitados Stevie Wonder, Eric Clapton y Dolly Parton respectivamente. A su vez, al año siguiente recibió su primer premio Grammy en la categoría mejor álbum de pop vocal tradicional.
El buen éxito comercial continuó en Thanks for the Memory: The Great American Songbook, Volume IV de 2005, que incluyó duetos con Diana Ross y Elton John, entre otros. En el 2006 se alejó de su proyecto Great American Songbook para enfocarse en Still the Same... Great Rock Classics of Our Time, un disco plagado de éxitos del rock y del rock sureño como por ejemplo la versión de «Have You Ever Seen the Rain?» de Creedence Clearwater Revival. En septiembre del mismo año fue inducido al Salón de la Fama del Reino Unido, que en cuya ceremonia también fueron incluidos Led Zeppelin, Brian Wilson y Dusty Springfield, entre otros artistas.

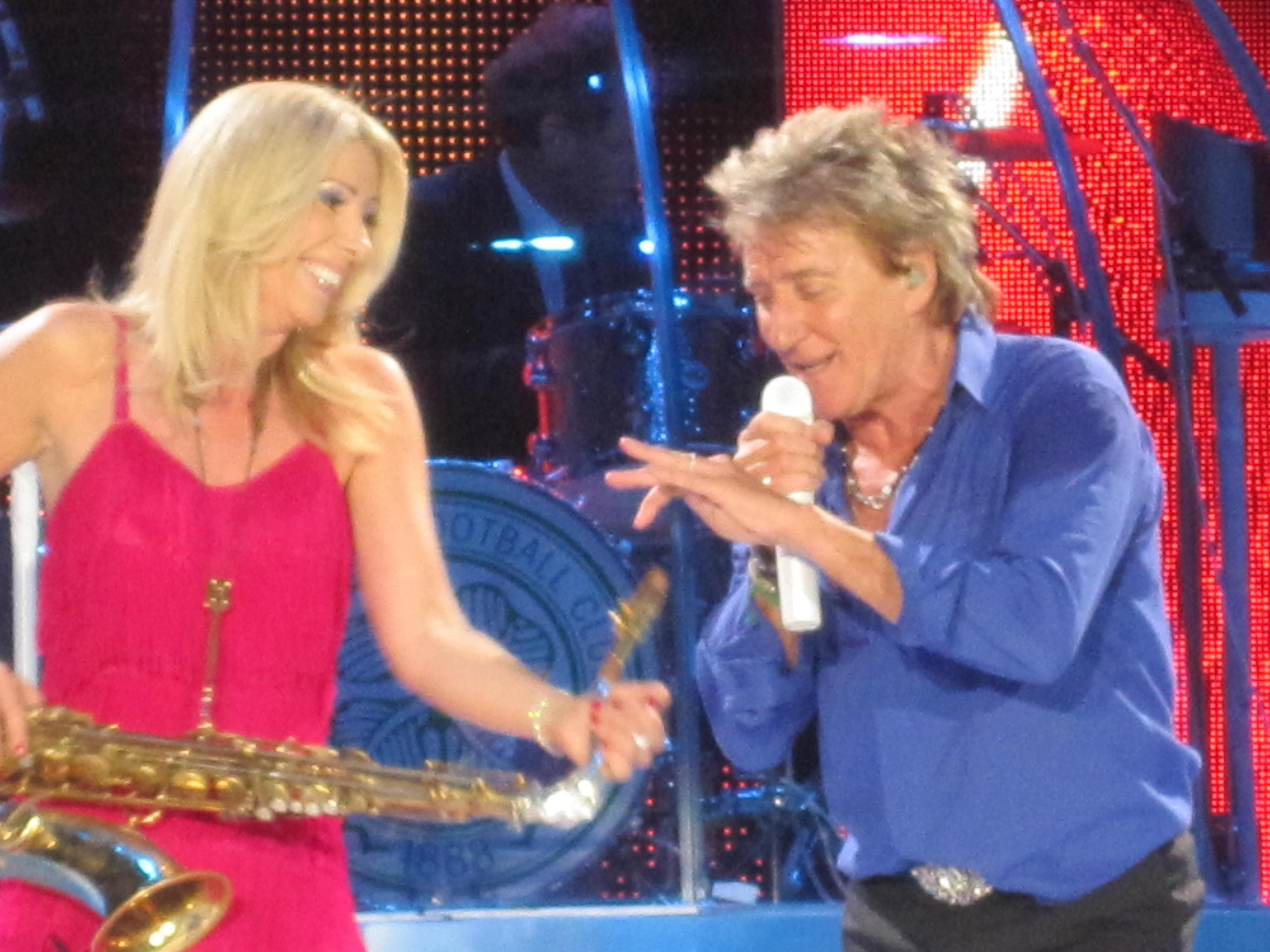
Rod Stewart en vivo en el 2013

A fines del 2006 tocó por primera vez en la gala real del Reino Unido Royal Variety Performance, que como público estuvo presente el príncipe Carlos de Gales y Camila de Cornualles.
Igualmente pero en el 2007 tocó las canciones «Baby Jane», «Maggie May» y «Sailing» en el concierto conmemorativo al 46° cumpleaños a Diana de Gales, que se celebró en el Wembley Stadium de Londres.
En octubre de 2009 y enfocado nuevamente en su carrera publicó Soulbook, un disco que incluyó versiones del soul y de la discográfica Motown, y que recibió gran éxito en las listas y en ventas pero con pésimas críticas por parte de la prensa especializada.
En abril de 2010 el sello Rhino Records publicó el disco Once in a Blue Moon, reconocido como el «álbum perdido» del artista y que fue originalmente grabado en 1992. Contiene diez versiones de otros artistas entre ellos «The Groom's Still Waiting at the Altar» de Bob Dylan y «Stand Back» de Stevie Nicks.
Ya en octubre del mismo año, apareció en el mercado el último disco hasta el momento de la serie The Great American Songbook, Fly Me to the Moon... The Great American Songbook Volume V, y que se convirtió a su vez en su última producción con la discográfica J Records.

### 2011 hasta el presente
En 2011 y junto a Stevie Nicks iniciaron la gira Heart & Soul Tour, que durante marzo y agosto recorrieron varias ciudades de Estados Unidos y Canadá con gran éxito en audiencia.
Tras unos meses de descanso, el 7 de junio de 2012 informó que llegó a un acuerdo con la multinacional Universal Music Group para el lanzamiento de su próximo álbum de estudio.
Es así que en octubre del mismo año y a través de Verve Records, subsidiaria de Universal, publicó su primer álbum navideño llamado Merry Christmas, Baby que lo puso en lo más alto en varias listas musicales y que de acuerdo a la organización International Federation of the Phonographic Industry, el disco vendió más de 2,6 millones de copias en el mundo durante el 2012.
Para promocionarlo, durante los posteriores meses dio una serie de conciertos principalmente en el hemisferio norte. De ellas destacaron dos conciertos en noviembre en el Royal Albert Hall, con la reina Isabel II como público. A su vez en ese mismo mes, su sencillo «Let It Snow! Let It Snow! Let It Snow!» llegó hasta el primer lugar en la lista Hot Adult Contemporary Tracks de los Estados Unidos.
Para el 2013 su disco Time, se convirtió en su primera producción en cerca de veinte años en contener material escrito por él. Gracias a ello alcanzó el puesto número 1 en el Reino Unido y a las pocas semanas vendió más de 300 000 copias, equivalente a disco de platino.
Durante el 2013 y 2014 se embarcó en una extensa gira por varios países del mundo, de cuyas presentaciones destacó su participación por primera vez en el Festival de la Canción de Viña del Mar en Chile.
A fines de junio de 2015, se anunció un nuevo álbum de estudio titulado Another Country que se pondrá a la venta en octubre del mismo año y que contará con composiciones propias del cantante británico.
En octubre de 2016, fue nombrado caballero de la Orden del Imperio Británico por Guillermo de Cambridge, título otorgado por la Reina en junio por la celebración de sus 90 años.[cita requerida]
En 2017 celebró una serie de conciertos llamados "The Hits", varias veces por semana en el Colloseum del Hotel Casino Caesars Palace, en Las Vegas NV, Estados Unidos. Se anunciaron varias fechas para 2018.
En julio de 2018, Rod anunció el lanzamiento de su nuevo álbum de estudio Blood Red Roses, que se publicó a finales de septiembre. Ese mismo año publica una colaboración entre Stewart y la cantante escocesa Bonnie Tyler. Se trata del tema Battle of the Sexes, publicado en el álbum Between the Earth and the Stars de Tyler.
A finales de 2021 publica el álbum The Tears of Hercules, tras un período de descanso tras un tratamiento por un cáncer de próstata. En este nuevo trabajo, Stewart incluye el tema I Can't Imagine Lancaster, que dedica a su tercera esposa, Penny Lancaster. Otros sencillos destacados del álbum son Hold On, sobre el racismo y la intolerancia, y Born to Boogie, dedicado al guitarrista Marc Bolan.
En 2023, Rod Stewart confirmó en una entrevista en The Sunday Times que el año anterior había renunciado a participar en la celebración del Mundial de Fútbol de Catar 2022 pese a tener una suculenta oferta que superaba el millón de dólares. El motivo argumentado por el artista fue la falta de respeto hacia los derechos humanos por parte del emirato y el escandaloso número de trabajadores muertos durante las obras de los estadios.

## Demanda judicial
Rod Stewart fue acusado, junto con su hijo Sean de 39 años, de agresión física a un guardia de seguridad (Jessie Dixon) del hotel The Breakers en Palm Beach. Los hechos ocurrieron durante la celebración del 1 de enero, cuando el cantante llegó acompañado de Sean Stewart e intentaron acceder a una fiesta privada, a la cual no habían sido invitados.
Al recibir la negativa por parte de Jessie Dixon, que vigilaba la entrada, Sean reaccionó de manera agresiva y encaró al guardia empujándolo en varias ocasiones, pero fue su padre quien dio un puñetazo al pecho del empleado. Al llegar la policía al lugar y revisar las cámaras de seguridad, se corroboró que los Stewart fueron los agresores, además del testimonio de dos personas que presenciaron los hechos. El incidente fue calificado como asalto agravado simple, y a pesar de que el cantante envió una carta de disculpa a Jessie Dixon, este no respondió y firmó una declaración jurada ante las autoridades, donde corroboraba que presentaría cargos contra el intérprete.
El inicio del juicio estaba fijado para el 5 de febrero de 2020, aunque finalmente no se llevó a cabo debido a que los acusados llegaron a un acuerdo con la Fiscalía.

## Premios y honores
A continuación una lista parcial de los premios y reconocimientos que le han entregado:
- 1993: Premio Brit por su destacada contribución a la música.[66]
- 1994: Inclusión en el Salón de la Fama del Rock and Roll como artista solista.[68]
- 2002: Premio Diamond, otorgado por los World Music Awards por vender más de 100 millones de copias a nivel mundial.[86]
- ????: Premio Legend, otorgado por los World Music Awards por su contribución a la música.[86]
- 2005: Premio Grammy en la categoría mejor álbum de pop vocal tradicional, por Stardust: The Great American Songbook, Volume III.[74]
- 2005: Estrella en el Paseo de la Fama de Hollywood.[87]
- 2006: Inclusión en el Salón de la Fama del Reino Unido como artista solista.[75]
- 2007: Condecorado con la Orden del Imperio Británico, otorgado por el príncipe Carlos de Gales.[88]
- 2011: Premio ASCAP Founders Awards por su contribución a la música.[89]
- 2012: Inclusión al Salón de la Fama del Rock and Roll como miembro de Faces.[90]
- 2016: Nombrado Caballero de la Orden del Imperio Británico, otorgado por el príncipe Guillermo de Cambridge. (Agencia EFE, 2016)

## Discografía
Artículos principales: Anexo:Discografía de Rod Stewart y Anexo:Sencillos de Rod Stewart

### Álbumes de estudio
| - 1969: An Old Raincoat Won't Ever Let You Down - 1970: Gasoline Alley - 1971: Every Picture Tells a Story - 1972: Never a Dull Moment - 1974: Smiler - 1975: Atlantic Crossing - 1976: A Night on the Town - 1977: Foot Loose & Fancy Free - 1978: Blondes Have More Fun - 1980: Foolish Behaviour - 1981: Tonight I'm Yours - 1983: Body Wishes - 1984: Camouflage - 1986: Every Beat of My Heart - 1988: Out of Order - 1991: Vagabond Heart - 1995: A Spanner in the Works | - 1998: When We Were the New Boys - 2001: Human - 2002: It Had to Be You: The Great American Songbook - 2003: As Time Goes By: The Great American Songbook, Volume II - 2004: Stardust: The Great American Songbook, Volume III - 2005: Thanks for the Memory: The Great American Songbook, Volume IV - 2006: Still the Same... Great Rock Classics of Our Time - 2009: Soulbook - 2010: Fly Me to the Moon... The Great American Songbook Volume V - 2012: Merry Christmas, Baby - 2013: Time - 2015: Another Country - 2018: Blood Red Roses - 2019: You're in my heart - with the Royal Philharmonic Orchestra - 2021: The Tears of Hercules - 2024: Swing Fever with Jools Holland |